# Ню Олесун
Ню Олесун (на норвежки: Ny-Ålesund, в превод „Нови Олесун“) е населено място в Норвегия, архипелаг Свалбард, остров Шпицберген. То е най-северното в света постоянно селище.

## История
Основан е от компанията „Kings Bay Kull Compani“ през 1916 г. Както и другите селища в архипелага, той е създаден във връзка с добива на въглища, който започва през 1917 г. Добивът е преустановен през 1929 г. и е възобновен едва през 1945 г., когато норвежкото правителство поема всички разходи. През 1963 г., поради високия спад в цената на въглищата, честите свлачища и взривовете на метан в мините, които довеждат до смъртта на много миньори, въгледобивът в региона е окончателно преустановен.
През 1925, 1926 и 1928 г. от Ню Олесун стартират експедициите на Руал Амундсен и Умберто Нобиле до Северния полюс със самолети и дирижабли.
След края на въгледобива Ню Олесун е практически изоставен, а от 1968 г. започва да играе ролята на изследователски център. Освен самата Норвегия, тук изследователски станции имат: Нидерландия, Германия, Великобритания, Франция, Италия, Япония, Южна Корея и Китай. Водят се преговори и за създаването на руска станция.

## Икономика
Практически единствената дейност в Ню Олесун са научните изследвания, а туризмът е развит слабо, главно тъй като туристите могат да попречат на научната дейност. Част от селището все още е собственост на „Kings Bay AS“. Макар че постоянното население на Ню Олесун е по-малко от 30 души, през летните месеци то се увеличава до около 120 поради притока на учени.